# Lista de filme Farmer Al Falfa
Aceasta este lista de filme pentru cinematografe avându-l ca protagonist pe Farmer Al Falfa. Fiecare set de filme este grupat după studioul producător.

## Thanhouser Film Corporation
| Nr. | Titlu                   | Regia      | Data premierei    | Observații |
| --- | ----------------------- | ---------- | ----------------- | ---------- |
| 1   | Down on the Phoney Farm | Paul Terry | 12 octombrie 1915 |            |

## Bray Productions
| Nr. | Titlu                                   | Regia      | Data premierei     | Observații |
| --- | --------------------------------------- | ---------- | ------------------ | ---------- |
| 2   | Farmer Al Falfa's Catastrophe           | Paul Terry | 3 februarie 1916   |            |
| 3   | Farmer Al Falfa Invents a New Kite      | Paul Terry | 12 martie 1916     |            |
| 4   | Farmer Al Falfa's Scientific Dairy      | Paul Terry | 14 aprilie 1916    |            |
| 5   | Farmer Al Falfa and His Tentless Circus | Paul Terry | 3 iunie 1916       |            |
| 6   | Farmer Al Falfa's Watermelon Patch      | Paul Terry | 29 iunie 1916      |            |
| 7   | Farmer Al Falfa's Egg-citement          | Paul Terry | 4 august 1916      |            |
| 8   | Farmer Al Falfa's Revenge               | Paul Terry | 25 august 1916     |            |
| 9   | Farmer Al Falfa's Wolfhound             | Paul Terry | 16 septembrie 1916 |            |
| 10  | Farmer Al Falfa Sees New York           | Paul Terry | 9 octombrie 1916   |            |
| 11  | Farmer Al Falfa's Prune Plantation      | Paul Terry | 3 noiembrie 1916   |            |
| 12  | Farmer Al Falfa's Blind Pig             | Paul Terry | 1 decembrie 1916   |            |

## Conquest Pictures Company
| Nr. | Titlu                         | Regia      | Data premierei | Observații |
| --- | ----------------------------- | ---------- | -------------- | ---------- |
| 13  | Farmer Al Falfa's Wayward Pup | Paul Terry | 7 mai 1917     |            |

## Paul Terry Productions
| Nr. | Titlu                                          | Regia      | Data premierei     | Observații |
| --- | ---------------------------------------------- | ---------- | ------------------ | ---------- |
| 14  | Farmer Al Falfa at the Bath                    | Paul Terry | 28 septembrie 1919 |            |
| 15  | Some Sleeper                                   | Paul Terry | 26 octombrie 1919  |            |
| 16  | Farmer Al Falfa Solves the High Cost of Living | Paul Terry | 23 noiembrie 1919  |            |
| 17  | Farmer Al Falfa Goes A-Hunting                 | Paul Terry | 4 ianuarie 1920    |            |
| 18  | The Bone of Contention                         | Paul Terry | 14 martie 1920     |            |

## Aesop's Fables Studio
Toate filmele fac parte din seria Aesop's Film Fables în afară de unde este specificat altceva. Steluța (*) din dreptul datei premierei semnifică faptul că data premierei nu este confirmată oficial.
| Nr. | Titlu                      | Regia                    | Data premierei     | Observații           |
| --- | -------------------------- | ------------------------ | ------------------ | -------------------- |
| 19  | A Cat's Life               | Paul Terry               | 22 mai 1921*       |                      |
| 20  | Day at the Park            | Paul Terry               | 29 mai 1921*       |                      |
| 21  | Wonders of the Deep        | Paul Terry               | 5 iunie 1921*      |                      |
| 22  | The Farmer and the Ostrich | Paul Terry               | 19 martie 1922     |                      |
| 23  | The Farmer and His Cat     | Paul Terry               | 18 iunie 1922      |                      |
| 24  | The Farmer and the Mice    | Paul Terry               | 20 august 1922     |                      |
| 25  | Two of a Trade             | Paul Terry               | 15 octombrie 1922  |                      |
| 26  | Chemistry Lesson           | Paul Terry               | 29 decembrie 1922  |                      |
| 27  | The Traveling Salesman     | Paul Terry               | 11 martie 1923     |                      |
| 28  | Farmer Al Falfa's Bride    | Paul Terry               | 1 aprilie 1923     |                      |
| 29  | Day by Day in Every Way    | Paul Terry               | 8 aprilie 1923     |                      |
| 30  | One Hard Pull              | Paul Terry               | 15 aprilie 1923    |                      |
| 31  | Amateur Night on the Ark   | Paul Terry               | 27 mai 1923        |                      |
| 32  | Springtime                 | Paul Terry               | 17 iunie 1923      |                      |
| 33  | On the Air                 | Paul Terry               | 29 iulie 1923      |                      |
| 34  | Marathon Dancers           | Paul Terry               | 5 august 1923      |                      |
| 35  | Farmer Al Falfa's Pet Cat  | Paul Terry               | 18 noiembrie 1923  |                      |
| 36  | Wedding Bells              | Paul Terry               | 13 decembrie 1923  |                      |
| 37  | An Ideal Farm              | Paul Terry               | 27 aprilie 1924    |                      |
| 38  | Barnyard Olympics          | Paul Terry               | 7 septembrie 1924  |                      |
| 39  | The Cat and the Magnet     | Paul Terry               | 2 noiembrie 1924   |                      |
| 40  | She's in Again             | Paul Terry               | 7 decembrie 1924   |                      |
| 41  | Down on the Farm           | Paul Terry               | 28 decembrie 1924  |                      |
| 42  | In Dutch                   | Paul Terry               | 8 martie 1925      |                      |
| 43  | Jungle Bike Riders         | Paul Terry               | 15 martie 1925     |                      |
| 44  | Window Washers             | Paul Terry               | 30 august 1925     |                      |
| 45  | Barnyard Follies           | Paul Terry               | 6 septembrie 1925  |                      |
| 46  | The Ugly Duckling          | Paul Terry               | 13 septembrie 1925 |                      |
| 47  | Closer Than a Brother      | Paul Terry               | 25 octombrie 1925  |                      |
| 48  | The Wind Jammers           | Paul Terry               | 7 februarie 1926   |                      |
| 49  | Farm Hands                 | Paul Terry               | 2 mai 1926         |                      |
| 50  | The Land Boom              | Paul Terry               | 20 iunie 1926      |                      |
| 51  | Dough Boys                 | Paul Terry               | 8 august 1926      |                      |
| 52  | The Last Ha Ha             | Paul Terry               | 15 august 1926     |                      |
| 53  | Scrambled Eggs             | Paul Terry               | 22 august 1926     |                      |
| 54  | Knight Out                 | Paul Terry               | 7 septembrie 1926  |                      |
| 55  | Why Argue?                 | Paul Terry               | 3 octombrie 1926   |                      |
| 56  | Thru Thick and Thin        | Paul Terry               | 7 noiembrie 1926   |                      |
| 57  | Buck Fever                 | Paul Terry               | 28 noiembrie 1926  |                      |
| 58  | Where Friendship Ceases    | Paul Terry               | 26 decembrie 1926  |                      |
| 59  | Cracked Ice                | Paul Terry               | 27 februarie 1927  |                      |
| 60  | When Snow Flies            | Paul Terry               | 15 mai 1927        |                      |
| 61  | Monkey Shines              | Paul Terry               | 15 iunie 1927      |                      |
| 62  | One Man Dog                | Paul Terry               | 26 iunie 1927      |                      |
| 63  | A Hole in One              | Paul Terry               | 21 august 1927     |                      |
| 64  | Small Town Sheriff         | Paul Terry               | 4 septembrie 1927  |                      |
| 65  | The Junk Man               | Mannie Davis             | 25 decembrie 1927  |                      |
| 66  | A Short Circuit            | Paul Terry               | 8 ianuarie 1928    |                      |
| 67  | High Stakes                | Hugh Shields             | 14 ianuarie 1928   |                      |
| 68  | Coast to Coast             | Frank Moser              | 13 mai 1928        |                      |
| 69  | The Mouse's Bride          | Paul Terry               | 24 iunie 1928      |                      |
| 70  | The Huntsman               | Frank Moser              | 8 iulie 1928       |                      |
| 71  | Static                     | Paul Terry               | 4 august 1928      |                      |
| 72  | In the Bag                 | Jerry Shields            | 26 august 1928     |                      |
| 73  | Sunday on the Farm         | Paul Terry, John Foster  | 16 septembrie 1928 |                      |
| 74  | Dinner Time                | Paul Terry, John Foster  | 14 octombrie 1928  | Aesop's Sound Fables |
| 75  | Barnyard Politics          | Paul Terry, Hugh Shields | 16 decembrie 1928  |                      |
| 76  | Snapping the Whip          | Paul Terry, Frank Moser  | 20 ianuarie 1929   |                      |
| 77  | Wooden Money               | Paul Terry, John Foster  | 10 februarie 1929  |                      |
| 78  | The Water Cure             | Paul Terry               | 14 aprilie 1929    |                      |
| 79  | Custard Pies               | Paul Terry               | 26 mai 1929        | Aesop's Sound Fables |
| 80  | House Cleaning Time        | Paul Terry               | 21 iulie 1929      | Aesop's Sound Fables |
| 81  | Farmer's Goat              | John Foster              | 29 iulie 1929      |                      |
| 82  | Fruitful Farm              | John Foster              | 22 august 1929     |                      |

## Van Beuren Studios
Toate filmele fac parte din seria Aesop's Sound Fables. Steluța (*) din dreptul datei premierei semnifică faptul că data premierei nu este confirmată oficial. Acestea sunt singurele filme cu fermierul Al Falfa care sunt realizate fără contribuția lui Paul Terry.
| Nr. | Titlu           | Regia                     | Data premierei     | Observații |
| --- | --------------- | ------------------------- | ------------------ | ---------- |
| 83  | Jungle Fool     | John Foster, Mannie Davis | 15 septembrie 1929 |            |
| 84  | Summertime      | John Foster, Harry Bailey | 13 octombrie 1929  |            |
| 85  | Mill Pond       | John Foster               | 27 octombrie 1929  |            |
| 86  | Tuning In       | John Foster, Mannie Davis | 10 noiembrie 1929  |            |
| 87  | Barnyard Melody | John Foster, Harry Bailey | 24 noiembrie 1929  |            |
| 88  | The Iron Man    | John Foster, Harry Bailey | 4 ianuarie 1930*   |            |

## Terrytoons
Toate filmele fac parte din seria Farmer Al Falfa în afară de unde este specificat altceva.
| Nr. | Titlu                              | Regia                       | Data premierei     | Observații                                |
| --- | ---------------------------------- | --------------------------- | ------------------ | ----------------------------------------- |
| 89  | French Fried                       | Frank Moser                 | 7 septembrie 1930  |                                           |
| 90  | Club Sandwich                      | Frank Moser                 | 25 ianuarie 1931   |                                           |
| 91  | Razzberries                        | Frank Moser                 | 8 februarie 1931   |                                           |
| 92  | The Explorer                       | Frank Moser                 | 22 martie 1931     |                                           |
| 93  | The Sultan's Cat                   | Frank Moser                 | 17 mai 1931        |                                           |
| 94  | Jazz Mad                           | Frank Moser                 | 9 august 1931      |                                           |
| 95  | Canadian Capers                    | Frank Moser                 | 23 august 1931     |                                           |
| 96  | The Champ                          | Frank Moser                 | 20 septembrie 1931 |                                           |
| 97  | Noah's Outing                      | Frank Moser                 | 24 ianuarie 1932   |                                           |
| 98  | Ye Olde Songs                      | Frank Moser                 | 20 martie 1932     |                                           |
| 99  | Woodland                           | Frank Moser                 | 1 mai 1932         |                                           |
| 100 | Farmer Al Falfa's Bedtime Story    | Frank Moser                 | 12 iunie 1932      |                                           |
| 101 | Spring Is Here                     | Frank Moser                 | 24 iulie 1932      |                                           |
| 102 | Farmer Al Falfa's Ape Girl         | Frank Moser                 | 7 august 1932      |                                           |
| 103 | Farmer Al Falfa's Birthday Party   | Frank Moser                 | 2 octombrie 1932   |                                           |
| 104 | Toyland                            | Frank Moser                 | 27 noiembrie 1932  |                                           |
| 105 | Tropical Fish                      | Frank Moser                 | 14 mai 1933        |                                           |
| 106 | Pick-necking                       | Frank Moser                 | 8 septembrie 1933  |                                           |
| 107 | The Village Blacksmith             | Frank Moser                 | 3 noiembrie 1933   |                                           |
| 108 | Robinson Crusoe                    | Frank Moser                 | 17 noiembrie 1933  |                                           |
| 109 | Holland Days                       | Frank Moser                 | 12 ianuarie 1934   |                                           |
| 110 | Rip Van Winkle                     | Frank Moser                 | 9 februarie 1934   |                                           |
| 111 | The Owl and the Pussycat           | Frank Moser                 | 9 martie 1934      |                                           |
| 112 | Why Mules Live Home                | Frank Moser                 | 7 septembrie 1934  |                                           |
| 113 | What a Night                       | Frank Moser                 | 25 ianuarie 1935   |                                           |
| 114 | Old Dog Tray                       | Frank Moser                 | 21 martie 1935     |                                           |
| 115 | Flying Oil                         | Frank Moser                 | 5 aprilie 1935     |                                           |
| 116 | Moans and Groans                   | Frank Moser                 | 28 iunie 1935      |                                           |
| 117 | A June Bride                       | Frank Moser                 | 1 noiembrie 1935   |                                           |
| 118 | The 19th Hole Club                 | Frank Moser                 | 24 ianuarie 1936   |                                           |
| 119 | Home Town Olympics                 | Frank Moser                 | 7 februarie 1936   |                                           |
| 120 | Alpine Yodeler                     | Frank Moser                 | 21 februarie 1936  |                                           |
| 121 | Barnyard Amateurs                  | Frank Moser                 | 6 martie 1936      |                                           |
| 122 | The Western Trail                  | Mannie Davis, George Gordon | 3 aprilie 1936     |                                           |
| 123 | Rolling Stones                     | Frank Moser                 | 1 mai 1936         |                                           |
| 124 | The Runt                           | Frank Moser                 | 15 mai 1936        |                                           |
| 125 | The Hot Spell                      | Mannie Davis, George Gordon | 10 iulie 1936      |                                           |
| 126 | Puddy Pup and the Gypsies          | Mannie Davis, George Gordon | 24 iulie 1936      | din seria Puddy the Pup                   |
| 127 | Farmer Al Falfa's Prize Package    | Mannie Davis, George Gordon | 31 iulie 1936      | din seria Kiko the Kangaroo               |
| 128 | The Health Farm                    | Mannie Davis, George Gordon | 4 septembrie 1936  |                                           |
| 129 | A Battle Royal                     | Mannie Davis, George Gordon | 30 octombrie 1936  | din seria Kiko the Kangaroo               |
| 130 | Farmer Al Falfa's 20th Anniversary | Mannie Davis, George Gordon | 27 noiembrie 1936  |                                           |
| 131 | Skunked Again                      | Mannie Davis, George Gordon | 25 decembrie 1936  | din seria Kiko the Kangaroo               |
| 132 | The Tin Can Tourist                | Mannie Davis, George Gordon | 22 ianuarie 1937   | din seria Puddy the Pup                   |
| 133 | The Big Game Haunt                 | Mannie Davis, George Gordon | 19 februarie 1937  |                                           |
| 134 | Flying South                       | Mannie Davis, George Gordon | 19 martie 1937     |                                           |
| 135 | The Mechanical Cow                 | Jack Zander                 | 25 iunie 1937      |                                           |
| 136 | Pink Elephants                     | Dan Gordon, George Gordon   | 9 iulie 1937       |                                           |
| 137 | Trailer Life                       | Mannie Davis, George Gordon | 20 august 1937     |                                           |
| 138 | A Close Shave                      | Mannie Davis                | 1 octombrie 1937   |                                           |
| 139 | The Dancing Bear                   | Paul Terry                  | 15 octombrie 1937  |                                           |
| 140 | The Billy Goat's Whiskers          | John Foster                 | 10 decembrie 1937  |                                           |
| 141 | Plane Goofy                        | Eddie Donnelly              | 29 noiembrie 1940  | Primul film color cu Farmer Al Falfa      |
| 142 | Funny Bunny Business               | Eddie Donnelly              | 6 februarie 1942   | Ultimul film alb-negru cu Farmer Al Falfa |
| 143 | The Cat Came Back                  | Connie Rasinski             | 18 august 1944     |                                           |
| 144 | Swooning the Swooners              | Connie Rasinski             | 14 septembrie 1945 |                                           |
| 145 | The Talking Magpies                | Mannie Davis                | 4 ianuarie 1946    | din seria Heckle and Jeckle               |
| 146 | The Uninvited Pests                | Connie Rasinski             | 29 noiembrie 1946  | din seria Heckle and Jeckle               |
| 147 | Hounding the Hares                 | Eddie Donnelly              | 1 aprilie 1948     |                                           |
| 148 | Uranium Blues                      | Connie Rasinski             | 1 martie 1956      |                                           |